# Extranet
Una extranet és un recurs en la tecnologia de la informació que connecta diferents xarxes internes o usuaris dispersos d'una organització. A l'extranet hi accedeixen usuaris externs a l'organització corresponent.
Generalment fa servir internet per mitjà d'un servidor. La diferència major amb l'internet és que l'accés és restringit: no tothom pot entrar-hi com vulgui. La majoria d'organitzacions tenen una plana web pública, obert a tothom, mitjançant la qual els usuaris autoritzat poden entrar en l'apartat protegit. El terme extranet va ser encunyat per Jim Barksdale, el cap de la companyia Netscape Communications Corporation a mitjan anys 1990.
El gestor d'una extranet organitza l'accés i les autoritzacions de cadascú, mitjançant una contrasenya o un altre procediment que permet identificar l'usuari. Fa menester un sistema de seguretat que deixi entrar només les persones autoritzades i només en els departaments que les concerneixen. Les lleis sobre privadesa i la protecció de dades també imposen restriccions i obligacions. També les organitzacions freturen de limitar l'accés a secrets i informació sensible: política de preus, secrets de fabricació, informació estratègica, per no parlar de secets bancaris o militars etc.
També dins d'una mateixa organització, és de costum que els drets d'accés són differents segons l'estatut de l'usuari. Així, per exemple, a l'extranet del Servei Català de la Salut, els treballadors d'un centre d'atenció primària, els comptables, els apotecaris i els ciutadans tenen drets d'accés diferents.
Requereix, doncs, un grau de ciberseguretat que protegeixi aquestes restriccions: tallafocs, gestió de servidors, expedició i ús de certificats digitals o mitjans similars d'autenticació d'usuari, sistema de xifratges, xarxes privades virtuals (Xarxa privada virtual (VPN) etc. De fet, des que les dades passen per qualsevol xarxa (cablejada o mòbil), hi ha el risc que un furoner, un competidor, un poder estranger o un pirata informàtic intercepti les dades. Les extranets de la majoria de les grans organitzacions solen tenir una protecció professional. Això no va evitar intrusions espectaculars. La gran feblesa tanmateix va palesar amb l'explosió del teletreball des del 2020 per la pandèmia de la covid quan els treballadors van fer servir llur xarxa domèstica que sovint no és poc o gaire protegida.